# Великое отречение

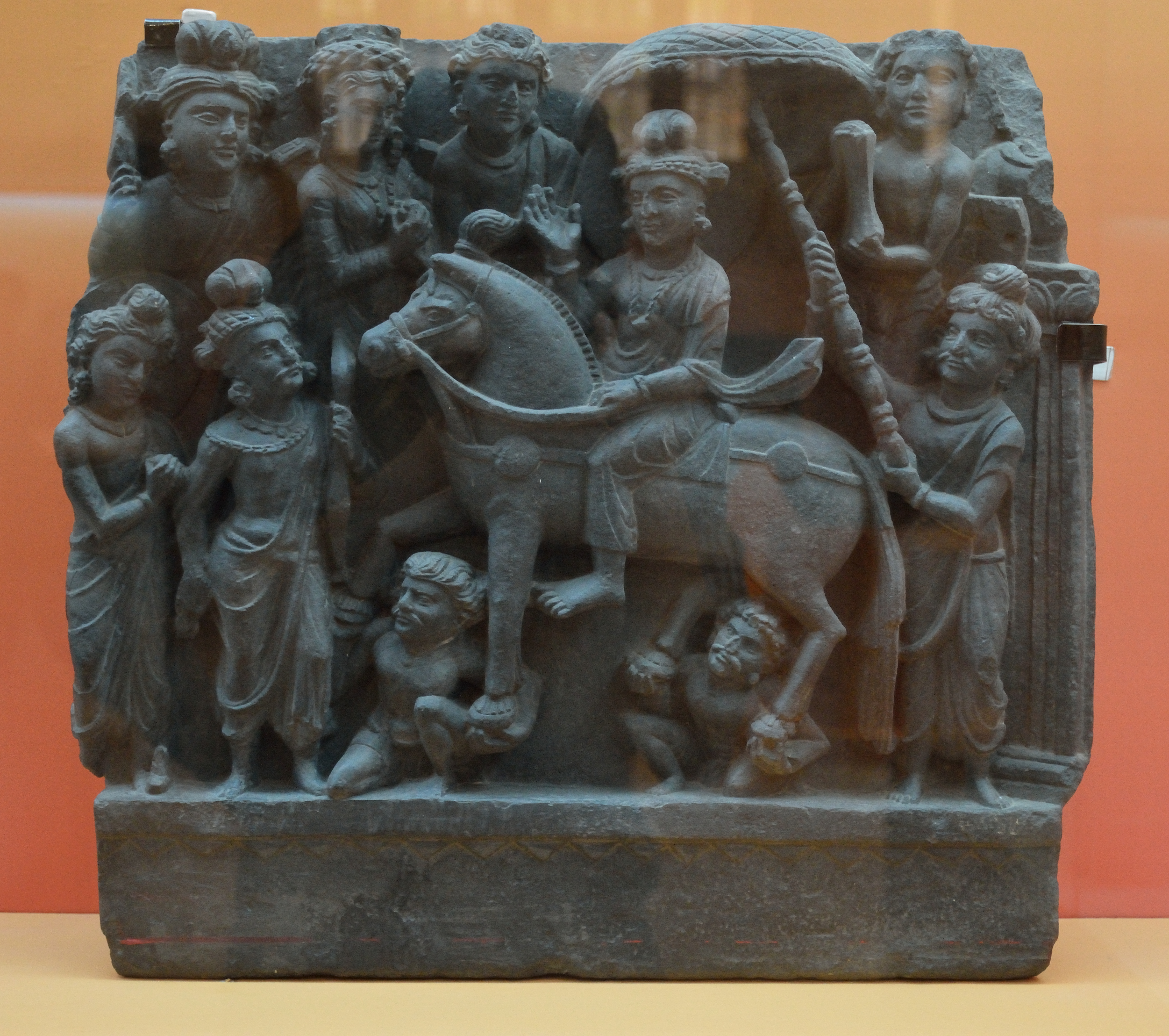
Принц Сиддхартха покидает дворец верхом на лошади во время Великого отречения. Божества поддерживают копыта лошади. Примерно II век, Индия.

Великое отречение или великий уход — традиционный термин для обозначения ухода Гаутамы Будды (563—483 года до н. э.) из своего дворца в Капилавасту ради аскетической жизни (санскр. śrāmaṇa, пали sāmaṇa). Больше всего данных об этом событии можно найти в постканонических текстах нескольких буддийских традиций. Существуют источники на пали, санскрите и китайском языке.
Согласно этим источникам, при рождении принца Сиддхартхи Гаутамы, будущего Будды, предсказатели-брахманы сообщили, что он станет либо царём-миродержцем, либо великим духовным учителем. Отец принца, раджа Шуддходана из клана Шакья, хотел предотвратить обращение сына к религиозной жизни, поэтому оградил его от реальной жизни. Принц вырос и наслаждался молодостью и богатством, но продолжал размышлять над духовными вопросами и когда ему было 29 лет впервые в жизни увидел то, что в буддизме стало известно как четыре зрелища: старика, больного и труп, а также вдохновившего его бродячего аскета. Под влиянием всего пережитого среди ночи принц решил покинуть дворец против воли своего отца, чтобы жить как странствующий аскет, оставив своего новорождённого сына Рахулу и жену Яшодхару. Вместе со своим возничим Чанной и конём Катхакой он ушёл в лес. Там он отрезал себе волосы и, обменявшись со слугой одеждой, отправил его с конём обратно, а сам продолжил странствия.
История отречения принца Сиддхартхи иллюстрирует конфликт между мирскими обязанностями и религиозной жизнью и показывает, что даже самая благополучная и счастливая жизнь по-прежнему полна страданий.
Мотив Великого отречения нашёл широкое отражение в буддийском искусстве. Это событие повлияло на ритуалы посвящения в некоторых буддийских общинах. Модифицированный вариант Великого отречения можно найти в легенде о христианских святых Варлааме и Иосафате, одной из самых популярных и распространённых легенд христианства XI века. Хотя история описывает христианского царя и аскета, она пронизана буддийскими темами и доктринами, заимствованными из её оригинала. В наше время тема Великого отречения оказала влияние на творчество таких авторов, как Эдвин Арнольд (1832—1904) и Хорхе Луис Борхес (1899—1986).

## События
В буддийских сутрах Великое отречение и уход обычно упоминаются в биографии Будды наряду с несколькими другими эпизодами, связанными с духовной жизнью принца Сиддхартхи Гаутамы (пали Siddhattha Gotama): его первая медитация, женитьба, беззаботная жизнь во дворце, четыре зрелища, встреча с охотниками и прощание с конём Катхакой и возничим Чанной (пали Channa). В тибетской традиции Великий уход упоминается как одно из двенадцати великих деяний Будды, а палийская комментаторская традиция включает Великий уход в список тридцати деяний и фактов, характеризующих состояние Будды.

### Рождение и ранняя молодость

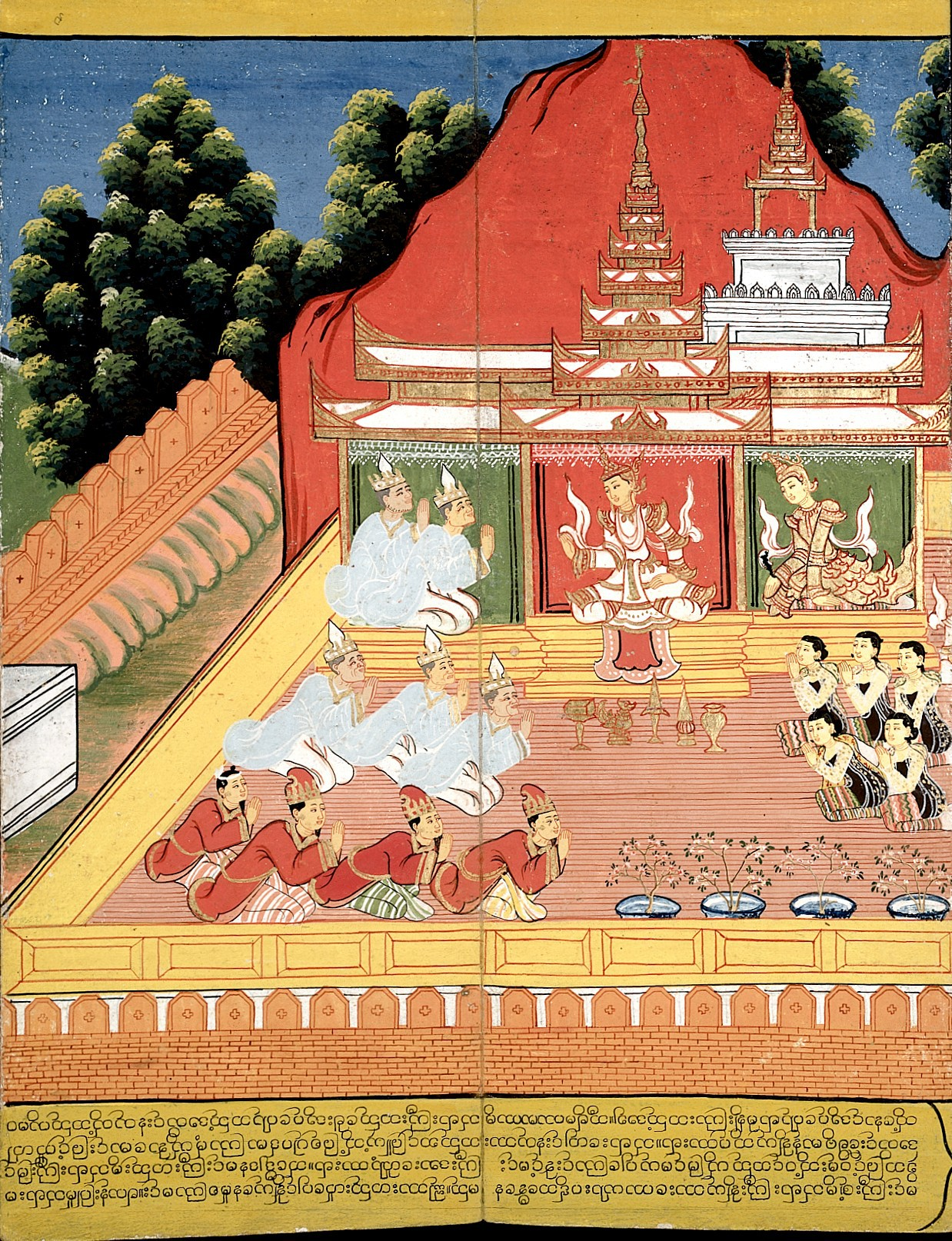
Бирма. Король Шуддходана со стоящей слева от него царицей Майей просит брахманов истолковать сон царицы.

Традиционные буддийские тексты рассказывают, что принц Сиддхартха Гаутама родился с 32 благоприятными физическими характеристиками. На основании знаков на теле ребёнка, а также предшествовавших его рождению сновидений его родителей, восемь священников-брахманов и мудрец по имени Асита предсказали, что тот станет либо великим духовным учителем, либо правителем мира (санскр. cakravartin, пали cakkavatin). В некоторых источниках указывается 60 брахманов-толкователей снов и 108 брахманов, которых пригласили, чтобы выбрать ребёнку имя. Один из брахманов, Каундинья, и, согласно некоторым источникам, Асита, заявили, что ребёнок может стать только великим мудрецом. Отец принца, который был раджой из клана Шакья, решил оградить его от реальной жизни, не давать возможности увидеть смерть или болезнь и отвлечь роскошью, чтобы у наследника на было повода для обращения к духовным поискам. Ранние тексты и постканонические биографии подробно описывают роскошную жизнь принца. Шуддходана предоставил ему в Капилавасту (пали Kapilvatthu) три дворца — на лето, зиму и сезон дождей, а также множество служанок для развлечения. В детстве, сидя под деревом Джамбу во время царской церемонии Первой борозды, Сиддхартха обрёл свой первый опыт погружения в медитацию. В некоторых более поздних текстах подробно описано, как молодой принц увидел на перепаханном поле птиц, клюющих червей, и поразился тому, что живые существа могут жить только ценой смерти других. Во время этого медитативного опыта тень дерева, у которого сидел принц, чудесным образом оставалась неподвижной и укрывала его от солнца. Увидев это, царь подошёл и поклонился собственному сыну. Позднее Гаутама обратился к этому переживанию, когда он отказался от аскезы и стал искать другой путь. Это переживание содержало в себе краткое изложение того, что должно произойти: следует увидеть духкху и прибегнуть к медитации, чтобы найти способ избавиться от страдания.

### Четыре зрелища

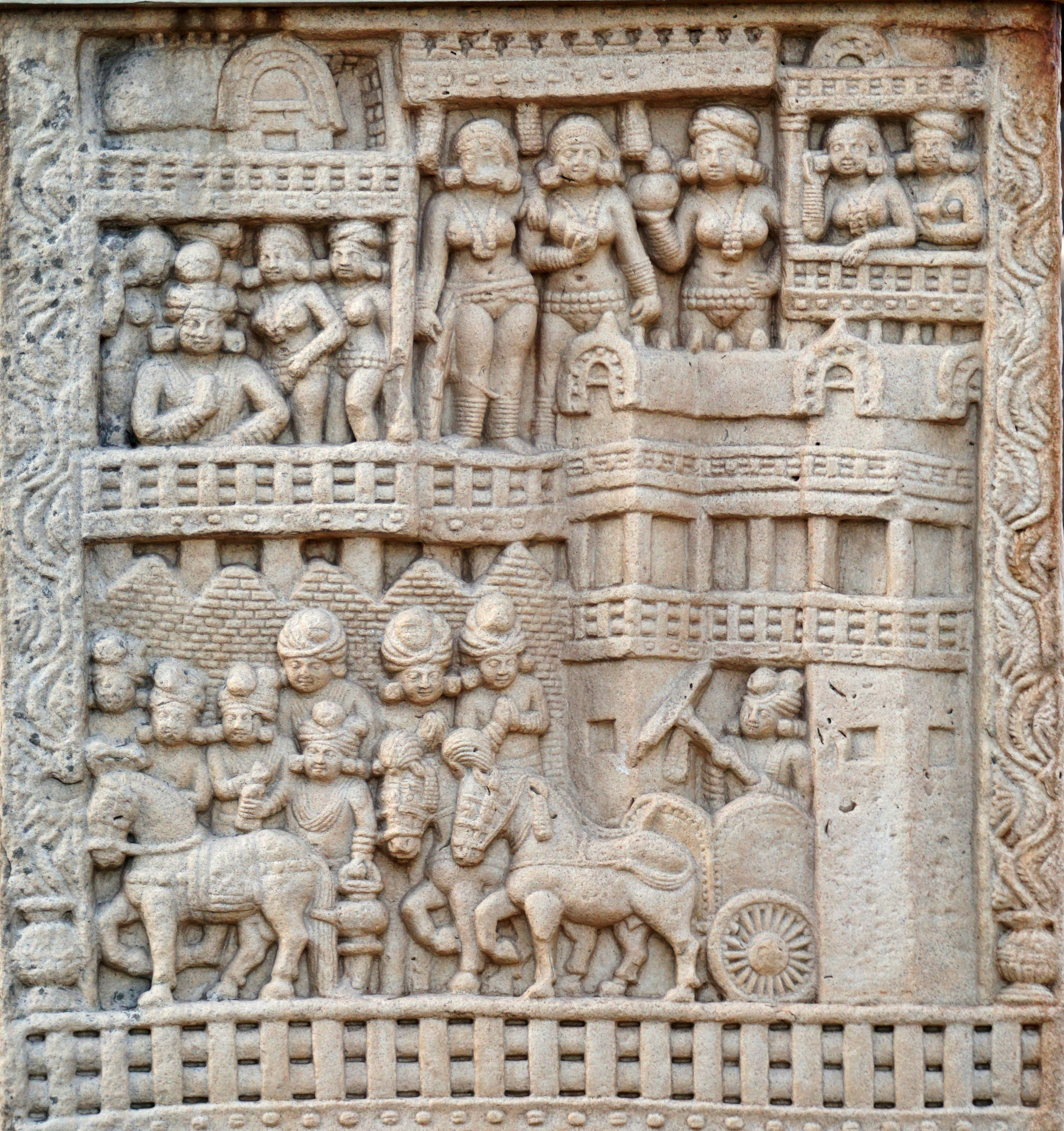
Принц Сиддхартха отправляется в город в преддверии Великого Отречения. Северные ворота, Ступа Санчи, Индия.

Когда принцу было 16 лет, он женился на Яшодхаре (пали Yasodharā). Тексты изображают Сиддхартху как совершенного принца, который одновременно был прилежным учеником, доблестным воином и хорошим мужем, чтобы подчеркнуть ту славу, от которой ему пришлось отказаться, уйдя из дворца. Его описывают как умного, стремящегося к учению и сострадательного юношу. Принц продолжал размышлять о религиозных вопросах и когда ему было 29 лет, он выехал за пределы дворца. Затем он, согласно разным источникам, впервые в своей жизни увидел четыре зрелища: старика, больного, труп и аскета. Большинство традиционных текстов повествуют, что появление этих зрелищ было вызвано силой божеств, потому что Шуддходана держал подобных людей подальше от глаз своего сына. Однако некоторые источники говорят, что это произошло случайно. Таким образом принц Сиддхартха узнал, что всем, включая него самого, придётся столкнуться со старостью, болезнями и смертью. Он был шокирован этим и перестал испытывать удовольствие от жизни во дворце. Четвёртым зрелищем был аскет, который выглядел спокойным и сдержанным. Аскет учил состраданию и ненасилию и дал принцу надежду на то, что из этого круга страданий есть выход или путь к мудрости. Таким образом, Сиддхартха снова обнаружил то, что он осознает более глубоко во время своего просветления: духкха и конец духкхи.
Некоторое время спустя принц услышал, что у него родился сын. В палийских источниках утверждается, что получив известие о рождении сына, принц ответил: «IAST: rāhulajāto bandhanaṃ jātaṃ», что означает «Раху родился, оковы возникли», то есть препятствие для поиска просветления. Раджа назвал ребёнка Рахулой, поскольку не желал, чтобы его сын занимался духовными исканиями как нищий аскет. В некоторых версиях принц Сиддхартха сам дал такое имя своему сыну из-за того, что тот стал помехой на его духовном пути.

### Неудовлетворённость

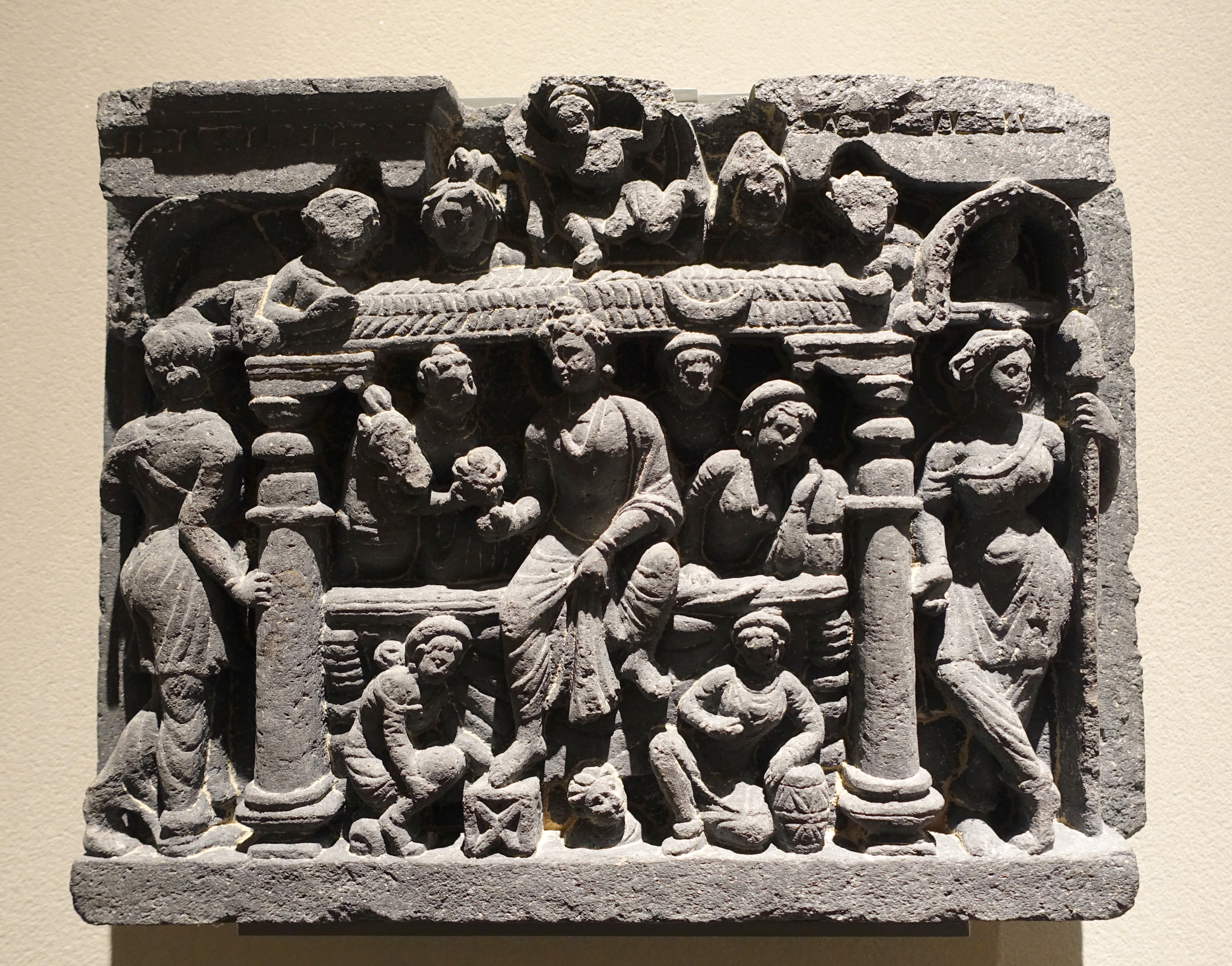
Принц Сиддхартха в ночь Великого ухода. Гандхара, II—III вв.

Приняв ванну и причесавшись с помощью цирюльника, который был переодетым божеством, принц Сиддхартха вернулся во дворец. На обратном пути он услышал песню женщины из Капилавасту по имени Киса Готами, восхваляющую красоту принца. В песне было слово нирврита пали nibbuta), что может означать «блаженный, умиротворённый», но также и «потухший, ушедший в нирвану». Песня очаровала принца и он воспринял её как знак того, что ему пора отправляться на поиски ниббаны. Фуше описывает это следующим образом:
Удивительная сила слова, которое, подобно тому, как кристалл, упавший в насыщенный раствор, вызывает кристаллизацию, придала форму всем его устремлениям, до тех пор ещё расплывчатым и рассеянным. В тот момент он спонтанно обнаружил цель, к которой стремилась его жизнь.
В некоторых версиях этой истории принц наградил женщину за её песню ниткой жемчуга. В Лалитавистаре говорится, что перед тем, как Сиддхартха решил покинуть дворец, он спрашивал у своего отца разрешения, но тот сказал, что готов отдать всё, лишь бы сын остался. Тогда принц спросил своего отца, может ли он предотвратить его старение, болезнь или смерть: раджа ответил, что этого он сделать не в состоянии. Понимая, что сын всё равно покинет дворец, раджа дал ему своё благословение. Позднее принц проснулся посреди ночи и обнаружил своих служанок-танцовщиц, лежащих в непривлекательных позах на полу, некоторые из них пускали слюни. Принц почувствовал себя так, будто он на кладбище в окружении трупов. Индолог Бхиккху Телватте Рахула отмечает, что женщины, посланные Шуддходаной, чтобы соблазнить и отвлечь принца от мыслей об отказе от мирской жизни, в конечном итоге достигли прямо противоположной цели. Сиддхартха понял, что человеческое существование обусловлено дуккхой и что человеческое тело непостоянно и непривлекательно. Согласно версии, записанной в Лалитавистаре, музыканты играли принцу песни о любви, но благодаря божествам он понял, что они восхваляют отрешённость и напоминают о клятве достичь просветления, которую он дал в предыдущих жизнях. Той ночью принцу Сиддхартхе приснилось пять разных снов и позднее он осознал, что они относятся к его будущей роли Будды.

### Уход из дворца

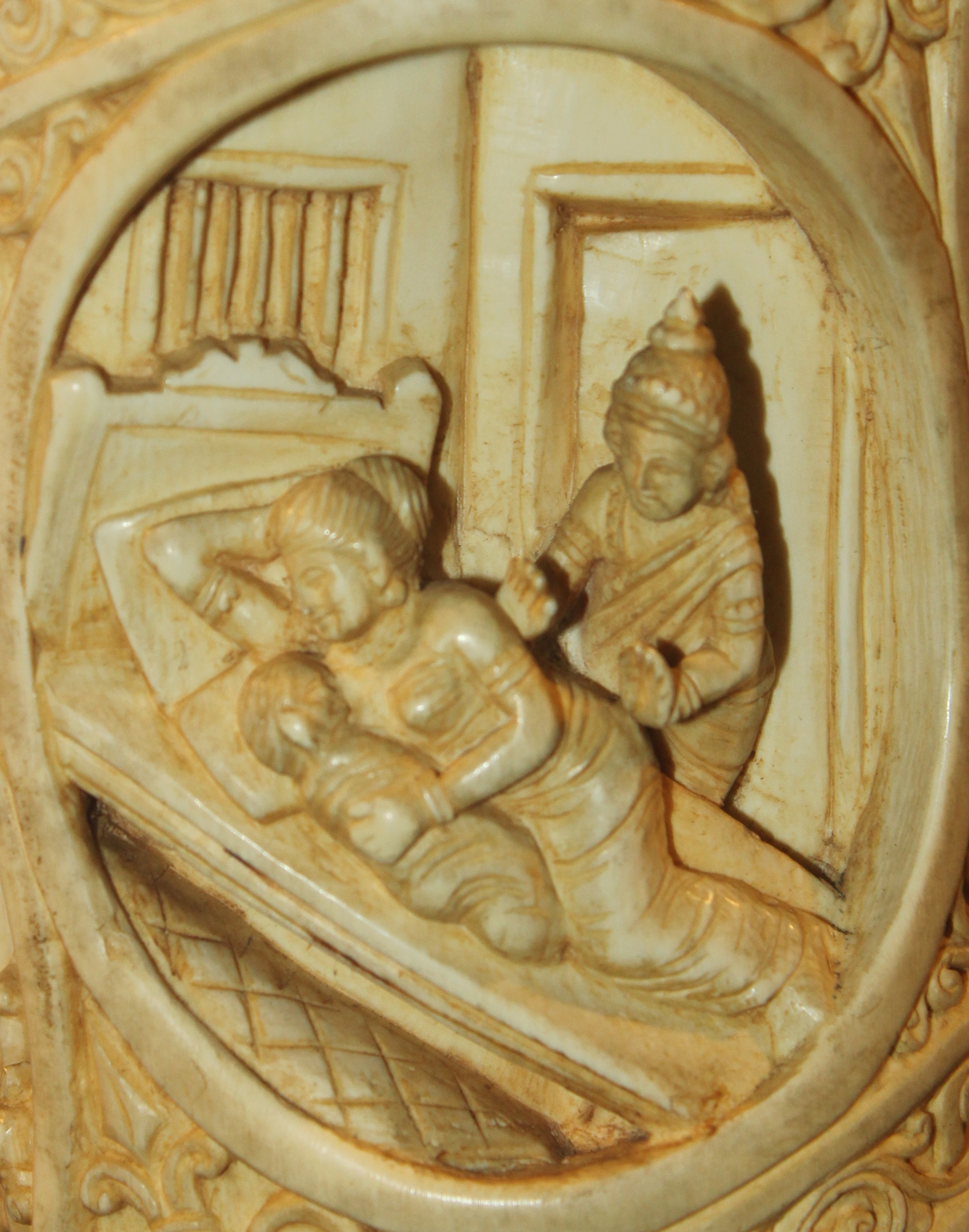
Перед тем, как покинуть дворец и отправиться в духовные скитания, принц Сиддхартха бросает последний взгляд на свою жену Яшодхару и новорождённого ребёнка. Резной бивень, XVIII—XIX вв, Индия

Поражённый увиденным, принц посреди ночи решил против воли отца покинуть дворец, свою жену и сына, чтобы стать странствующим аскетом. Уходя, он бросил на них последний взгляд. Опасаясь, что его решимость может поколебаться, он не стал брать сына на руки и покинул дворец. В некоторых версиях этой истории говорится, что божества погрузили царскую семью в сон, чтобы никто не помешал уходу принца. Поэтому Чанна, пытавшийся разбудить родных Сиддхартхи, не смог этого сделать. Тем не менее, по некоторым сведениям, принц уважительно попрощался со спящим отцом. Наконец, Чанна с конём Катхакой выразили свой протест против ухода принца, но он их не послушал.
Покинув дворец, Сиддхартха ещё раз оглянулся и поклялся, что не вернётся, пока не достигнет просветления. В текстах говорится, что Мара, олицетворение зла в буддизме, безуспешно пытался соблазнить его перспективой стать чакравартином. Однако в большинстве версий, а также на изображениях этот персонаж отсутствует. Иногда говорится, что это был не Мара, а Маханама (пали Mahānāma), отец Яшодхары, или городское божество. Вместе с лошадью и возничим Чанной принц пересёк три царства, достигнув реки Анома (пали Anomā). Там он отдал все свои украшения и одежды Чанне, подстриг волосы и сбрил бороду и стал бродячим аскетом. Предание гласит, что принц подбросил узелок со своими волосами в воздух, где его подхватили божества и сохранили на небесах. Брахма Гханикара предложил ему свои одежды и другие вещи. Сиддхартха утешил Чанну и отправил его обратно во дворец, чтобы сообщить своему отцу, что не вернётся, а сам переправился через реку. Чанна должен был сказать царю, что его сын выбрал эту жизнь не из чувства противоречия или отсутствия любви к родным, не из-за «тоски по раю», а для того, чтобы положить конец рождению и смерти. Он был свидетелем ухода принца от начала и до конца и мог объяснить во дворце, что его преобразование было необратимым. Расставание с Чанной и конём Катхакой — это разрыв последней связи бывшего принца с прежним миром. Чанна ушёл неохотно; Катхака после возвращения умер, не вынеся разлуки.
Бывший принц продолжил своё путешествие в лес, вероятно, в районе Маллы. В некоторых источниках говорится, что только теперь он сменил царскую одежду на более простую, обменявшись ею с встреченным лесником или охотником, которого иногда отождествляют с преобразившимся Индрой. Есть мнение, что этот обмен свидетельствует о том, что Гаутама избрал простое общество, удалённое от городской жизни. Затем бывший принц отправился через Уттарапатху (Северный маршрут), минуя пали Rājagṛha, современный Раджгир. Там Сиддхартха встретил царя Бимбисару, который был очень впечатлён его манерой поведения. Король послал вассала, чтобы предложить Гаутаме долю своего царства или, согласно некоторым источникам, должность министра. Однако тот отказался, но пообещал вернуться, достигнув просветления.
Узнав о случившемся, царская семья сильно горевала. Утешением был лишь сын Сиддхартхи Рахула. Что касается возвращённых драгоценностей принца, царица выбросила их в пруд, чтобы они не напоминали ей о потере.

### Расхождения в источниках
Палийские источники утверждают, что отречение произошло в день полнолуния месяца Асадха (пали Asāḷha), тогда как источники школ Сарвастивады и Дхармагуптаки говорят, что это случилось на Вайшакху(пали Vesakha). Существуют также разночтения относительно того, в какой день ушёл принц. В одних текстах говорится о 8-м дне растущей луны, в других — о 15-м, как отмечал китайский переводчик Сюаньцзан (602—664 г. н. э.).
В ранних буддийских текстах о рождении Рахулы повествуется по-разному. В Махавасту, а также в текстах Муласарвастивады говорится, что в вечер отречения принца Рахула был только зачат и родился шесть лет спустя, в день, когда Сиддхартха достиг просветления. Источники Муласарвастивады и более поздние китайские тексты, такие как Абхинишкрамана сутра, дают два объяснения столь долгой беременности: результатом кармы в прошлых жизнях Яшодхары и Рахулы и более натуралистическое объяснение практикой религиозных аскез Яшодхары, которая задержала развитие плода. Буддолог Джон С. Стронг отмечает, что эти альтернативные версии проводят параллель между поиском просветления Сиддхартхой и путём Яшодхары к материнству, и в конечном итоге они оба достигают цели одновременно.

## В буддийской доктрине

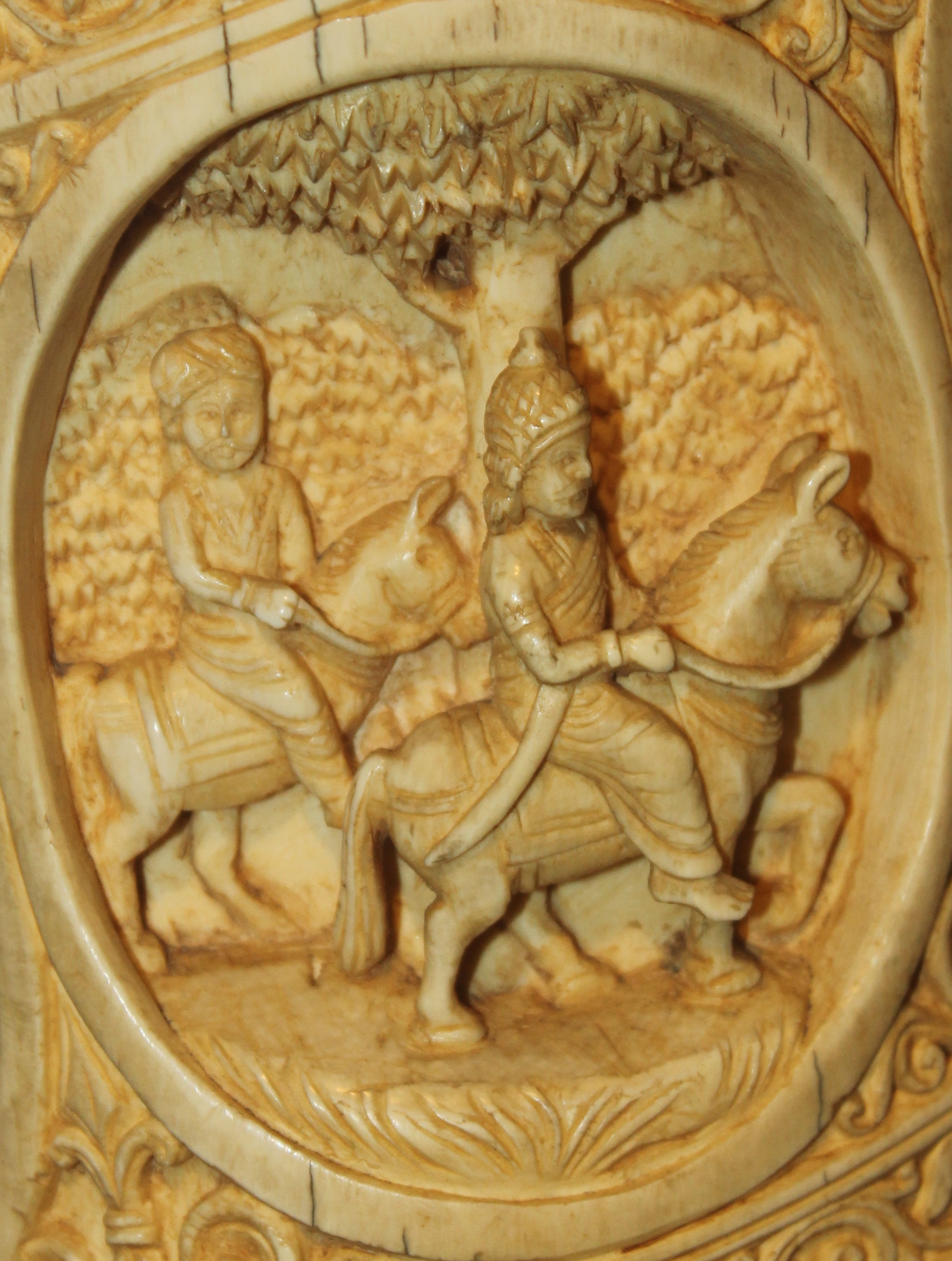
Принц Сиддхартха и его возничий покидают Капилавасту. Слоновая кость, XVIII—XIX вв, Индия

Великое отречение играет роль «истории основания» буддизма. Уход принца Сиддхартхи из дворца традиционно называют Великим отречением из-за того, что он повлёк за собой великую жертву. Археолог Альфред Фуше указал, что Великий уход знаменует собой в жизни Будды тот момент, после которого он больше не был принцем и не просил божеств о помощи: «И как таковой он оказался в безразличном мире, без руководства или поддержки, столкнувшись с благородной целью поиска спасения человечества и скромной, но неотложной задачей найти себе хлеб насущный». Жертва означала, что он отказался от своих царских и кастовых обязанностей, чтобы утвердить ценность духовного просветления. История отречения принца иллюстрирует конфликт между мирскими обязанностями и религиозной жизнью и показывает, что даже самая благополучная жизнь по-прежнему полна страданий. Все традиционные источники сходятся во мнении, что до своего отречения принц вёл очень благоустроенную жизнь, подчеркивая роскошь и комфорт, которые ему пришлось оставить. Он отказался от своей жизни во дворце, чтобы найти «то самое благословенное состояние», которое находится за пределами смерти. Таким образом, история Великого отречения стала символическим примером для всех буддийских монахов и монахинь. Отказ Будды от гедонизма дворцовой жизни отражён в его учении о Срединном пути между двумя крайностями чувственного удовольствия и самоуничижения.
Мотивация Сиддхартхи описывается как форма сильного религиозного смятения (санскрит и пали saṃvega), чувства страха и отвращения, возникающего при столкновении с преходящей природой мира. Он был шокирован всеохватностью старости, болезней и смерти и говорил о благородном поиске покоя, в котором человек встречает духкху такой, какая она есть, и учится у неё. В ранних буддийских текстах говорится, что принц отказался от дворцовой жизни, поскольку осознал, что и он состарится, заболеет и умрёт. Это осознание позднее превратилось в его учение, например, о страдании и Четырёх благородных истинах. Будда также описал свою мотивацию покинуть дворцовую жизнь как стремление к жизни, которая «широко открыта» и «полна и чиста, как полированная раковина», в отличие от «тесного, людного и пыльного» дворца. Автор Карен Армстронг предположила, что стремление Сиддхартхи отречься от мирской жизни было мотивировано верой в противоположности, чертой распространённой в вечной философии, согласно которой все вещи в обычной жизни имеют свой аналог в божественном мире. Он искал божественную копию страдания рождения, старения и смерти. Разница, однако, заключалась в том, что Будда считал, что может реализовать эту двойную копию в «очевидной действительности» в материальном мире, естественном для людей и доступном для искреннего искателя. Религиовед Торкель Брекке утверждает, что побуждением принца к отречению был когнитивный диссонанс между приятной дворцовой жизнью и суровой реальностью старения, болезней и смерти, а также возникшая в результате этого эмоциональная напряжённость.
Обычно буддисты считают брак между принцем Сиддхартхой и принцессой Яшодхарой счастливым, а в принце видят пример любящей доброты к жене и сыну. Все буддийские школы согласны с тем, что его основной мотивацией было глубокое сочувствие человеческим страданиям (санскрит и пали karuṇā). Хотя принц покинул жену и единственного сына, буддисты рассматривают эту конкретную жизнь в контексте пути из многих жизней, на протяжении которого жена и ребёнок дали обет стать учениками Будды. В джатаках описано, что в прошлых воплощениях Яшодхара и Сумедха (будущий Будда) дали обет провести следующие жизни вместе, при условии, что Яшодхара не станет препятствовать бодхисаттве в его духовных поисках. Став Буддой, бывший принц вернулся во дворец, чтобы передать учение Яшодхаре и Рахуле и освободить их. В конце концов Яшодхара стала монахиней и достигла просветления. В той же истории описано, как Будда наставлял своего отца, а позже и вырастившую его мачеху Махападжапати.
Великое отречение — это часть биографии не только Гаутамы Будды, но и эпизод, который можно найти в жизни каждого будды прошлого.

## Научный анализ

### Исторический

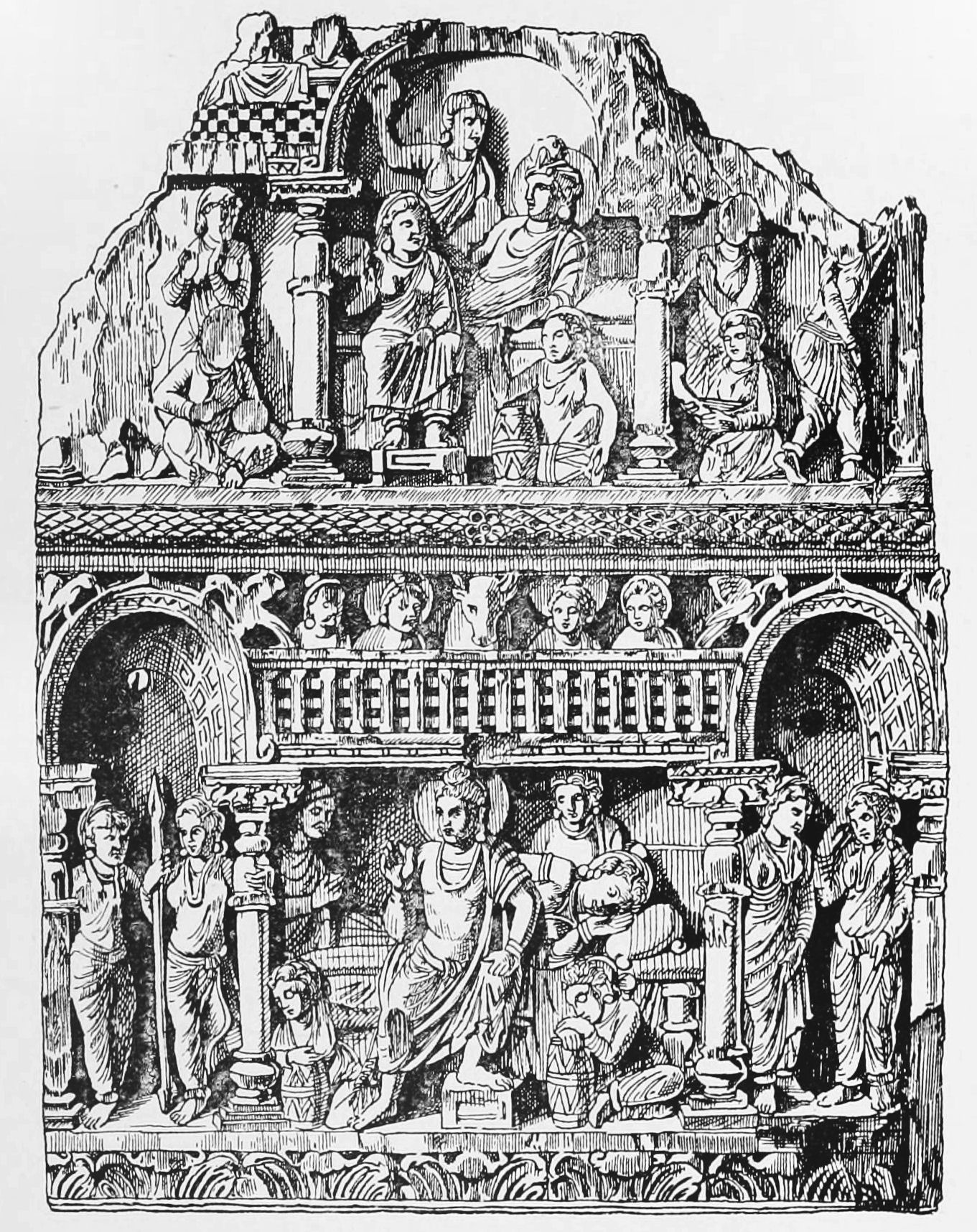
Принц Сиддхартха накануне своего отречения сидит во дворце.

В текстах и сутрах о ранней жизни Будды даётся лишь небольшая информация, что контрастирует с обилием рассказов в традиционных источниках о его остальной жизни, от просветления до Паринирваны. Буддолог Андре Баро предположил, что это может связано с тем, что Будда не хотел говорить об этом из скромности, либо потому, что он, а также его ведущие ученики, не считали, что рассказ о светской жизни был достаточно назидательным, в отличие от его духовной жизни. Кроме того, поскольку рассказы о жизни Будды наполнены мифологическими приукрашиваниями, невозможно установить реальную историю, хотя упоминания явно основаны на исторических событиях.
Место рождения Сиддхартхи Гаутамы, Капилавасту, считается исторически подлинным. Это была олигархия или республика, возглавляемая советом во главе со сменяющимся раджой. Во время рождения Сиддхартхи Гаутамы в Капилавасту правил Шуддходана, его отец. Шуддходана был крупным землевладельцем, принадлежавшим к знати, и, вероятно, обладал «значительным ораторским даром и способностью убеждения», которые, возможно, унаследовал его сын Сиддхартха. Сиддхартха Гаутама, вероятно, родился в богатой и аристократической семье. Индолог А. К. Уордер считал факт наличия у принца трёх дворцов историческим, но это была «… обычная роскошь для богатого человека того времени, будь то воин или торговец». Дворцы, вероятно, представляли собой многоэтажные дома, а не настоящие большие дворцовые сооружения. Баро утверждал, что сопоставление Будды с чакравартином, возможно, было вызвано быстрым ростом империи Маурьев в IV веке до н. э. в Индии, хотя это также могло быть добуддийской традицией.
Капилавасту отождествляли как с Пипрахва-Ганварией в Индии, так и с Тилауракотом в Непале, и мнения учёных относительно того, какое место с большей вероятностью могло быть историческим Капилавасту, разделились. Во времена царя Ашоки (III век до н. э.) местом рождения Будды, судя по установленной там колонне, считался Лумбини, Непал. Что касается упоминания в текстах каст, учёные продолжают спорить о том, в какой степени социальный строй Капилавасту был организован по кастовому образцу материковой Индии.
Помимо Капилавасту, паломникам, согласно Сюаньцзану, было известно ещё девятнадцать мест, связанных с первыми 29 годами жизни принца. Фуше утверждал, что эти места были определены на основании традиций устной передачи, связанных с паломничеством, которые в настоящее время утрачены.
Брак между Сиддхартхой Гаутамой и Яшодхарой, скорее всего, был историческим фактом. В противном случае, согласно Фуше, составители биографий из числа монахов не имели бы веских причин упоминать о нём, если бы он не был заметным событием.
Учёные отметили, что четыре зрелища не встречаются в самых ранних текстах в связи с Гаутамой Буддой, но присутствуют в одном из текстов санскр. Mahāvadāna Sūtra, пали Mahāpadāna Suttanta, в рассказе о другом будде — Випасси. Тем не менее, c довольно давних времён биографии связывают этот мотив и с Гаутамой Буддой, кроме того, в Махападана сутте ДН 14 также говорится, что такие события повторялись в жизни каждого будды.
В самых ранних текстах упоминается, что Будда размышлял о старении, болезнях и смерти, тем самым преодолевая заблуждение о вечной молодости, здоровье и долгой жизни, и решил помочь человечеству победить эти неизбежные страдания. Этот эпизод, скорее всего, был историческим: хотя представляется маловероятным, что можно было воспитать молодого принца в блаженном неведении, как описано в традиционных текстах, из множества ранних текстов ясно, что противостояние старости, болезнь и смерть были важным мотивом его отречения. По словам буддолога Питера Харви:
Тексты представляют собой пример противостояния человека уязвимости и смертности; ибо, хотя эти факты нам всем «известны», их ясное осознание и принятие зачастую приходит как новое и тревожное озарение

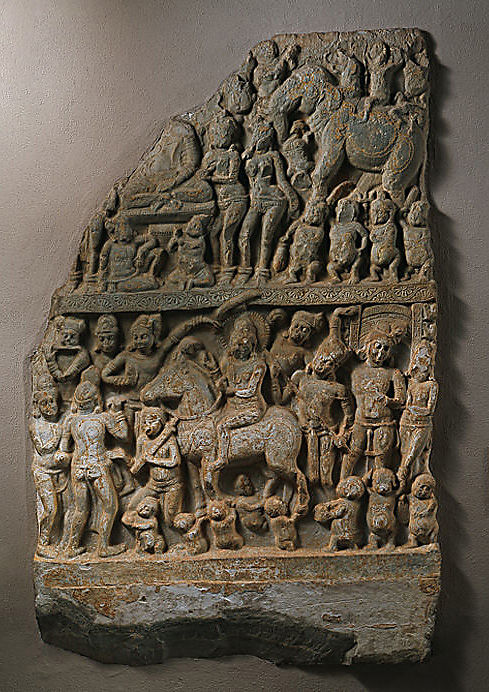
Великое отправление и искушение Будды, первая половина III века, Индия (Андхра-Прадеш, Нагарджунаконда).

Баро отметил, что история, связанная с четырьмя зрелищами, выражает нравственное потрясение от столкновения с реальностью в легендарной форме. Кроме того, изучая тексты Винаи, он нашёл эпизод, в котором Сиддхартха, ещё будучи ребёнком, выражал желание оставить дворец и семейную жизнь, и Баро считал это фактической причиной беспокойства раджи по поводу возможного ухода своего сына, а не предсказание или четыре зрелища. Баро датировал это объяснение первым веком после жизни Будды или временем его жизни (V век до н. э.), тогда как четыре зрелища и мотив блаженной юности он датировал периодом Маурья (конец IV век до н. э.) и веком позже, соответственно. Баро связал эти мотивы с ассоциацией Будды с чакравартином, что имело наибольший смысл во время подъёма империи Маурьев. Связь между божествами и предыдущими буддами, с одной стороны, и четырьмя зрелищами, с другой стороны, Баро датирует концом III века до нашей эры. С другой стороны, на основе теории филолога Фридриха Веллера буддолог Бхиккху Аналайо утверждает, что история с четырьмя зрелищами могла возникнуть благодаря иллюстрациям, используемым в раннем буддизме в дидактических целях. Поскольку они уже упоминались в ранних текстах, более поздние поколения могли воспринять эти изображения буквально. Что касается ограничений, наложенных Шуддходаной, Шуман выразил предположение, что раджа пытался помешать своему сыну встречаться с свободно мыслящими шраманами и паривраджаками, бродячими нищенствующими монахами, которые собирались в близлежащих парках.
Уход Сиддхартхи в возрасте 29 лет также считается историческим событием. Что касается мотивов принца отказаться от дворцовой жизни, то следует упомянуть, что в это время клан Шакьев находился под военной угрозой со стороны королевства Косала. Племенная республика как политическая единица постепенно заменялась более крупными царствами. Беспокойство принца в отношении будущего своего клана, возможно, ещё больше подкрепило его решение. Учёные выдвинули гипотезу, что Сиддхартха Гаутама зачал сына Рахулу, чтобы угодить своим родителям и получить их разрешение покинуть дворец и стать нищим. В Индии существовал обычай отказываться от мира только после рождения ребёнка или внука. Историк Ганс Вольфганг далее предположил, что сын родился лишь спустя тринадцать лет после женитьбы, потому что Яшодхара изначально не хотела иметь детей из опасения, что её муж оставит дворец и трон, как только ребёнок будет зачат. Хотя многие традиционные рассказы о жизни Будды говорят о том, что Сиддхартха покинул дворец тайно, ранние буддийские тексты ясно дают понять, что родители знали о его выборе, поскольку они плакали, когда сын покинул их. Аналайо утверждает, что мотив ухода из дворца без разрешения родителей мог также возникнуть га ранних дидактических холстах. Способ, каким бывший принц отрекается от мирской жизни, сбривая волосы и бороду и надевая шафрановые одежды, возможно, уже был обычаем того времени, а позже стал стандартным буддийским ритуалом.

### Анализ повествования

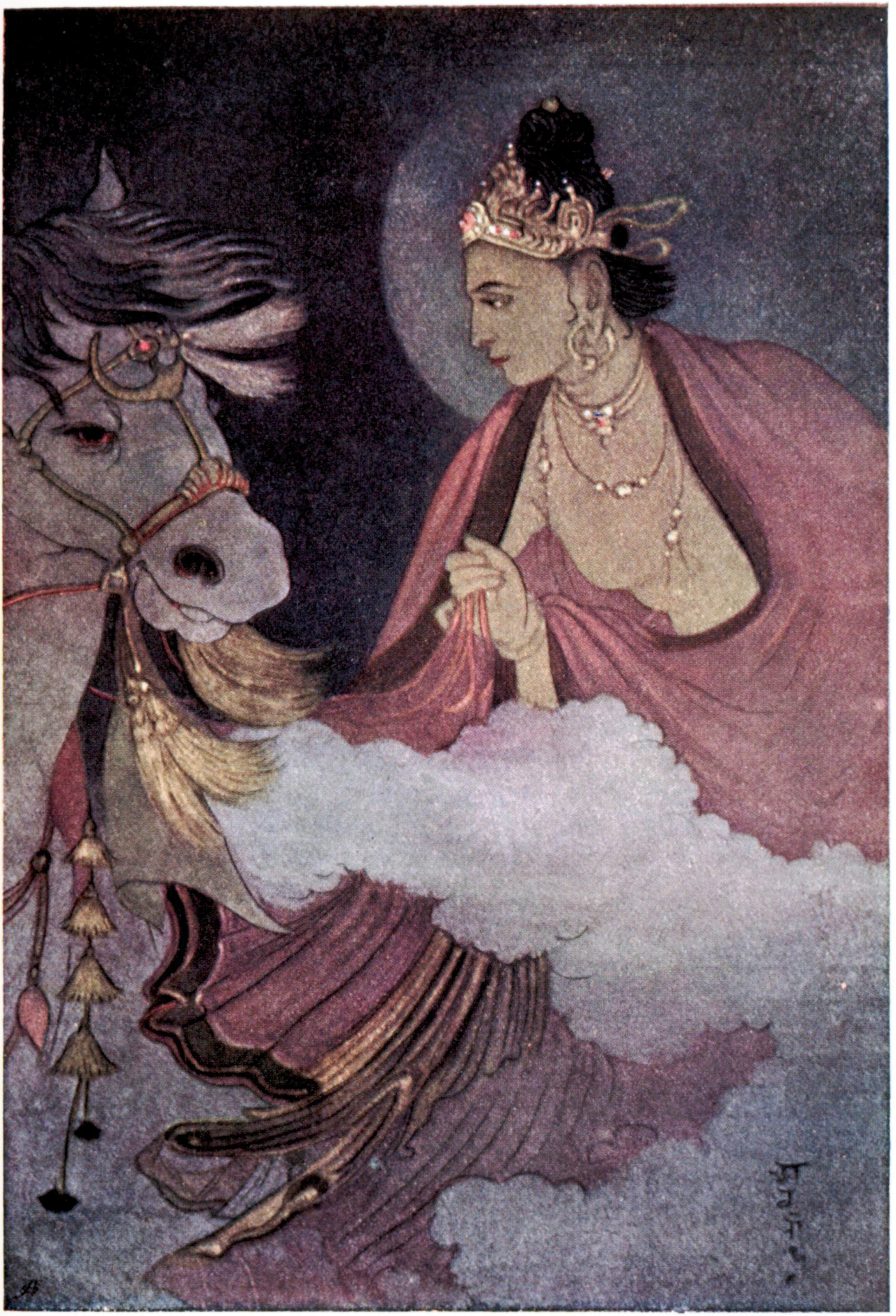
Принц Сиддхартха и Катхака. Абаниндранат Тагор, 1914 г.

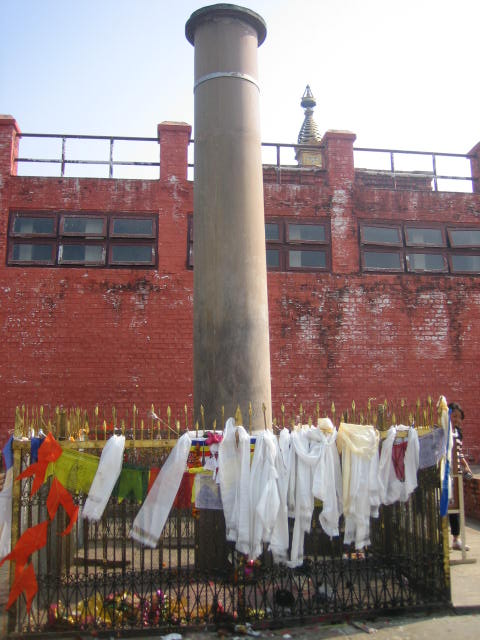
Китайский паломник Сюаньцзан утверждал, что колонну, установленную по приказу Ашоки в Лумбини, когда-то украшала наверху фигура лошади, символизирующая Великий уход.

Великое отречение отчасти было мотивировано первым погружением в медитацию, которое случилось, когда принц был ещё ребёнком. Это событие идёт рука об руку с потрясением от убийства животных, которое мальчик испытал во время церемонии вспашки первой борозды. Фуше утверждает, что эта история могла возникнуть под влиянием пренебрежительного отношения индийских интеллектуалов к сельскому хозяйству.
Буддолог Кейт Кросби утверждает, что зачатие или рождение сына до отречения Сиддхартхи служит мотивом, доказывающим, что принц избрал лучший на всех возможных жизненных путей: испробовав в полной мере отцовство, он решает оставить эту жизнь и найти лучшую альтернативу. В ранней буддийской Индии отцовство и рождение сына и отказ от семьи рассматривались как духовный и религиозный путь, и появление у Сиддхартхи наследника до его отречения доказывает, что он был способен пройти оба этих пути. Буддолог Джон С. Стронг выдвинул гипотезу, что версия Муласарвастивады и Махавасту, согласно которой ребёнок был только зачат накануне ухода Сиддхартхи, возникла, чтобы доказать, что Будда был физически полноценным. В противном случае могли возникнуть сомнения в правомерности его рукоположения в монашеской традиции.
Многие учёные считают, что мотив увиденного в ночь, предшествующую отречению, спящего гарема основан на истории Ясы, одного из членов санхги Будды, который, как считается, пережил подобный опыт. Тем не менее, подобный эпизод также можно найти в индуистском эпосе Рамаяна. Религиовед Альф Хильтебайтель, а также фольклорист Мэри Брокингтон считают, что этот сюжет в Буддачарите, возможно, заимствован именно оттуда. Однако востоковед Эдвард Джонстон предлагает подождать дополнительных доказательств, хотя и признаёт, что Ашвагхоша «находил удовольствие», сравнивая отречение Будды с уходом Рамы в лес. Хильтебайтель считает, что такое заимствование связано не только с использованием поэтических мотивов, но и с сознательным сравнением Дхармы Будды с Дхармой брахманизма. Причины отречения принца Сиддхартхи объясняются в разговорах с его родственниками и другими фигурами, с прямыми и косвенными ссылками на мотивы из Рамаяны.
В своем анализе индийской литературы религиовед Грэм Маккуин отмечает повторяющийся контраст между фигурами царя и аскета, которые олицетворяют чувство внешнего и внутреннего контроля, соответственно. Этот контраст часто приводит к противоречивым ролям и агрессии в буддийских историях. В жизни Будды этот контраст можно найти в двух предсказаниях, в которых принц Сиддхартха будет либо Буддой, либо «всепобеждающим царем». Брекке отмечает, что Будда предпочитает изменить себя вместо того, чтобы изменять мир, как это сделал бы царь: он стремится понять суть мира и проникнуться его истиной. Стронг утверждает, что сцена двойного предсказания после рождения принца указывает на то, что в жизни Сиддхартхи будут постоянно присутствовать два аспекта характера. С одной стороны, это образ царя, чакравартина, божественного потомка Махасамматы, а с другой стороны, человека, который изо всех сил пытается найти духовную истину на своем пути к просветлению. Буддолог Джонатан Силк указывает на два сосуществующих аспекта жизненного повествования принца Сиддхартхи: с одной стороны, это почти совершенное существо, родившееся полностью осознанным, чья жизнь была ещё одной жизнью в длинной череде и которое было окружено чудесными событиями. С другой стороны, это человек, эмоционально потрясённый старостью и смертью и выросший до полного осознания и просветления. Оба аспекта являются частью буддийской идеи освобождения.
Конь Катхака играет важную роль в сказаниях о Великом отречении. В нескольких биографиях Будды упоминается святилище, которое было установлено там, где Сиддхартха проезжал на Катхаке во время Великого ухода. Эдвард Дж. Томас (1869—1958) считал существование этого святилища историческим фактом. Сюаньцзан также утверждал, что верх колонны, установленной Ашокой в Лумбини, когда-то украшала фигура лошади, которая, вероятно, была Катхакой, символизирующей Великий уход.

## В искусстве и ритуалах

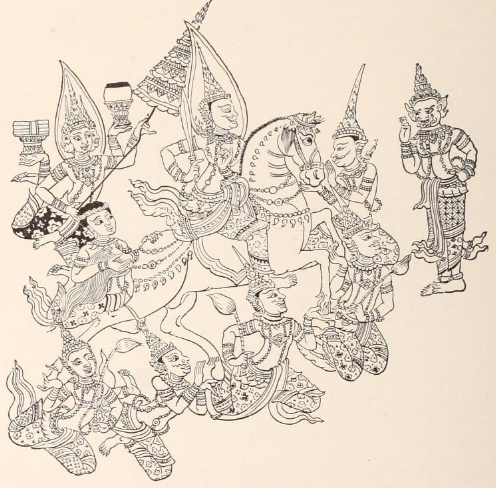
Великий уход, XVIII век, Таиланд

В буддийском искусстве чаще всего изображают четыре зрелища, спящий гарем и Яшодхару в момент ухода принца, смерть Катхаки, прядь волос, которую поднимает Шакра, и божество, предлагающее Сиддхартхе свою одежду. Сцена, в которой принц покидает дворец верхом на Катхаке, часто встречается в буддийском искусстве Южной и Юго-Восточной Азии. На некоторых изображениях божества поддерживают копыта лошади, чтобы предотвратить шум и не разбудить царскую семью. В сценах Великого ухода рядом с принцем часто изображён человек с луком. Некоторые учёные считают, что это Вайшравана (пали Vessavaṇa), один из четырёх Небесных царей в буддийской космологии; другие идентифицируют его как Индру, царя второго неба в буддизме, или китайского бога космоса. На некоторых изображениях Чандака цепляется за хвост лошади, увозящей принца из дворца. В искусстве Гандхары Великое отречение — самый популярный эпизод биографии Будды, наряду с его рождением. В сцене Великого ухода солнце и луна изображают друг напротив друга, также встречается символ Тельца, что, по мнению знатоков иконографии Кацуми Танабэ и Герда Мевиссена, указывает на событие, происходящее в полночь во время полнолуния. Иногда ночное время символизирует греческая богиня луны Селена или женщина под покрывалом. Гандхаранские барельефы связывают отъезд с месяцем вайшакха, о чём говорится и в агамах. Некоторые фронтальные сцены Великого отречения в Гандхаре, вероятно, были созданы под влиянием греко-бактрийских изображений бога Гелиоса и его индийского эквивалента Сурьи.
Действия, которые совершил принц Сиддхартха при постриге, стали образцом для ритуалов монашеского посвящения: стрижка волос, снятие царской одежды и облачение в монашеские одежды, получение монашеских принадлежностей и т. д. История основания буддизма в этот момент становится историей каждого буддийского монаха или монахини. Многие буддисты, например, шаны в Мьянме, в ходе обряда посвящения шраманеры заново воспроизводят уход Сиддхартхи. В реконструкции сцены, когда Мара пытается удержать принца, роль Мары играют родственники или друзья; также воспроизводится сцена, в которой божества побуждают принца покинуть дворец. В тайских обрядах рукоположения монахов будущий кандидат иногда едет к месту посвящения на лошади в сопровождении процессии в память об уходе принца Сиддхартхи. В Камбодже можно найти похожие обычаи, в которых участники играют роли Чанны, Индры, других божеств и армии Мары. Стронг выдвинул гипотезу, что некоторые из этих ритуальных реконструкций, возможно, возникли под влиянием традиционных повествований, (например, мотив божеств, снаряжающих принца Сиддхартху перед его уходом и пострижением). Аналогично этому обычай медитации на частях тела для развития непривязанности перед полным монашеским посвящением мог появиться в связи с рассказом о танцовщицах, лежащих обнажёнными на полу перед отречением принца. На биографию, возможно, повлияли и местные источники. Это рассказы, возникшие в местах паломничества и посвящённые определённым событиям из жизни Будды, например Великому отречению. Официальные биографии могли вобрать в себя местные легенды, связанные с религиозным культом, с целью удостоверить подлинность некоторых изображений Будды, а также связанных с ними покровителей и властей.
Многие буддисты празднуют Великое отречение в вайшакхе, но в Китае это событие отмечается на 8-й день второго месяца китайского календаря, в том же месяце отмечается переход Будды в паринирвану.

## В мировой литературе

### Средневековье

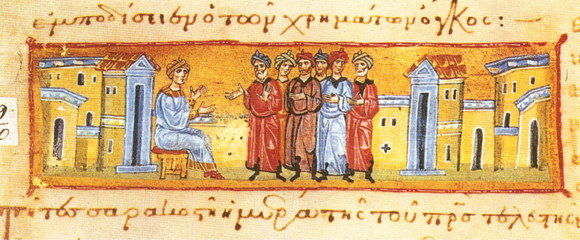
Варлаам и Иосафат. Рукопись XIII века, Греция.

Версия истории жизни Будды была включена в труд шиитского богослова Ибн Бабавайха (923—991). В этом труде, названном Балаухар ва-Будасф, главный герой, пришедший в ужас от своего гарема, решает покинуть дворец отца в поисках духовной истины. Балаухар ва-Будасф позже получил широкое распространение и был преобразован в историю легендарных христианских святых Варлаама и Иосафата, попавшую через манихейцев в исламский мир и на христианский Восток. Начиная с XI века, эта история, в свою очередь, стала очень популярной и существенно повлияла на западную духовную жизнь. Романтическая и красочная атмосфера, а также сильный сюжет принесли ей «популярность, которой не достигнет, пожалуй, ни одна другая легенда». Рассказ был переведён на многие языки, в том числе на исландский. В общей сложности на основных языках Европы, христианского Востока и христианской Африки было создано более шестидесяти версий этого сюжета, которые достигли почти всех стран христианского мира.
Не сладка эта жизнь, полна всякой скорби и печали, если всё это так. И как кто может быть беззаботным, кто совсем не знает, когда ему следует ожидать смерти, которая приходит не только неизбежно, но и нежданно.
Христианская история начинается очень похоже на историю принца Сиддхартхи, но рождению царевича Иосафата предшествует дискуссия между его отцом, индийским царём Абеннером, и дворянином, ставшим христианским аскетом. В этом разговоре аскет указывает на ограниченность мирской жизни, в которой нельзя найти настоящего удовлетворения. После появления на свет и двойного предсказания возможного будущего наследника, его роста в тепличных условиях и столкновения с первыми тремя из четырёх зрелищ, у него наступает кризис личности. Затем он встречается с цейлонским мудрецом Варлаамом, который знакомит его с христианской верой. Царь пытается обманом и соблазнами отвлечь сына, но Иосафат желает отречься от мирской жизни и стать аскетом. Царю удаётся убедить сына остаться, отдав ему половину своего царства. Приняв это предложение, Иосафат становится хорошим правителем и его христианское царство достигает большего процветания, чем царство его отца, который в конце концов обращается в христианство. После смерти отца Иосафат отказывается от престола, становится аскетом и проводит последние годы своей жизни с Варлаамом на Цейлоне.
Лишь в 1859 году известные западные переводчики и учёные осознали, что эта история была основана на жизни Будды, хотя сходство и раньше отмечалось венецианским редактором и португальским путешественником в XV и XVI веках соответственно. Хотя этот сюжет передавался на разных языках, в нём всё же можно найти некоторые основные принципы буддизма: присущая жизни природа духкхи, которая выражена во вступительном диалоге между дворянином и царём; причиной страдания названо желание; упоминается путь самоанализа и самоконтроля, который следует за этим осознанием, и есть даже некоторые намёки, указывающие на идеалы, подобные буддийской нирване.

### Современность

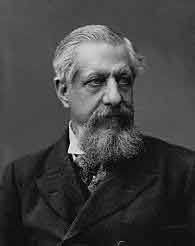
Эдвин Арнольд (1832—1904)

Легенда о Варлааме и Иосафате оказывала влияние на западную литературу вплоть до современных авторов: Шекспир использовал басню о гробах в «Венецианском купце», вероятно, основываясь на английском переводе позднесредневековой версии рассказа. В XIX веке Великое отречение было главной темой биографической поэмы «Свет Азии» британского поэта Эдвина Арнольда (1832—1904), который сделал его подзаголовком произведения. Поэма была создана на основании китайского перевода Абхинишкрамана сутры. Чтобы повысить привлекательность поэмы в постдарвиновской аудитории автор сделал акцент на отречении в жизни Будды и опустил многие чудесные подробности традиционных описаний. Более того, в соответствии с тогдашними ценностями среднего класса он изобразил принца Сиддхартху как активного и сострадательного искателя истины, бросающего вызов воле своего отца и покидающего дворцовую жизнь, что шло вразрез со стереотипом безвольного и фаталистического Востока. Арнольд также отвёл Яшодхаре более заметную роль, по сравнению с традиционными источниками, вставив сцену, в которой принц подробно объясняет жене своё решение и даже уважительно обходит её вокруг перед тем, как покинуть дворец. Описание Арнольдом отречения Будды вдохновило других авторов, включая Теодора Драйзера (1871—1945) и Хорхе Луиса Борхеса (1899—1986).

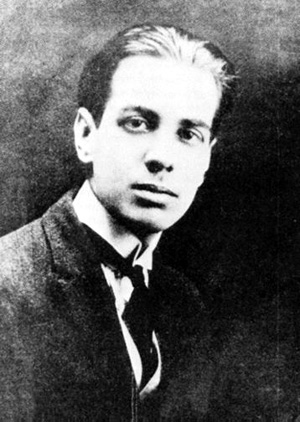
Хорхе Луис Борхес (1899—1986)

На Борхеса история отречения Будды оказала большое впечатление и он написал об этом несколько эссе и книгу. Он сделал акцент на сюжете, а не на персонаже, также его привлекали аспекты прозрения и судьбы, а также адаптируемый и архетипический характер истории. Борхес использовал сюжет отречения Будды, смешав его с идеями Шопенгауэра (1788—1860) и идеализмом, чтобы сформулировать свою универсальную модель повествования. Борхес основывался на «Свете Азии», а также на многочисленных переводах традиционных буддийских текстов.
Борхес видел в Великом отречении антитезис реалистическому роману: историю, в которой мифологический мотив важнее психологии персонажа, а анонимность автора является ключевым фактором. Более того, он рассматривал сюжет, как доказательство универсального и архетипического характера литературы, вытекающего из идеи морфологии Гёте. Эта биологическая теория предполагала архетипическое, интуитивное единство всех живых форм: Борхес считал, что аналогичное явление есть и в литературе, когда на основе небольшого числа архетипов могут быть выведены все литературные формы и повествования. Чтобы доказать свою точку зрения, он связал Великое отречение Будды с арабскими, китайскими и ирландскими сюжетами и объяснил, что здесь задействованы одни и те же мотивы: например, мотив аскета, показывающего бессмысленность королевских владений, и тем самым разрушающего самоуверенность короля. Специалист по сравнительному литературоведению Доминик Жюльен пришёл к заключению, что история Великого отречения, как широко распространённое повествование о короле и аскете, представляет собой противостояние могущественной и безвластной фигур. Однако последнее слово остается за безвластной фигурой, что приводит к переменам в короле.
На современных писателей повлияла не только оригинальная история принца Сиддхартхи. Производный от неё рассказ о Варлааме и Иосафате оказала большое влияние на Льва Толстого (1828—1910). В расцвете сил и творчества он совершил отречение от своего прошлого образа жизни, а под конец ушёл из семьи.

## В популярной культуре
Более поздней интерпретацией является аниме 2011 года «Будда: Великий уход» (яп. 手塚治虫のブッダ赤い砂漠よ！美しく) режиссёра Ясуоми Ишито. Это первая часть аниме-трилогии, основанной на трёх томах манги Осаму Тэдзуки «Будда». Фильм повествует о первых 15 годах жизни принца. В нём присутствуют знакомые сюжеты, такие как закрытое воспитание во дворце и разочарование в мире. Принц изображён как чуткий человек, который из-за ужасов войны хочет отказаться от своей жизни во дворце. В фильме также затрагиваются философские темы, с которыми сталкивается Сиддхартха, то есть страдания старости, болезней и смерти и способы их преодоления.